# Tortula rehmannii
Tortula rehmannii là một loài Rêu trong họ Pottiaceae. Loài này được (Müll. Hal.) Sim miêu tả khoa học đầu tiên năm 1926.